# Гродецки, Луи
Луи Гродецки (фр. Louis Grodecki; 18 августа 1910, Варшава — 28 марта 1982, Париж) — французский историк искусства, специалист по искусству Средних веков, эпохе Оттонов, архитектуре и витражам того времени.

## Биография
Луи Гродецки был родом из Польши, которая в то время входила на правах Царства Польского в Российскую империю. Учился графике и театрально-декорационному искусству в Берлине у Эмиля Преториуса, затем переехал в Париж, чтобы пройти учебные курсы в Школе Лувра (École du Louvre) (1928—1931). Поощрённый своим учителем Шарлем Морико-Бопре, Гродецки поступил в Сорбонну и стал ассистентом Анри Фосийона (1928—1933). В 1934 году он получил французское гражданство, через два года стал обладателем стипендии Бюльто-Лависса, совершил поездки в Вену, Прагу, Берлин. В 1936—1937 годах проходил военную службу. В 1938 году был помощником историка искусства Луи Рео. В 1939—1940 годах был отозван в вооружённые силы Франции.
После 1945 года Луи Гродецки работал архивариусом в Управлении архитектуры и наследия (La direction de l’Architecture et du Patrimoine; DAPA). Специализировался на изучении витражного искусства. Занимался консервацией, обмерами и фотографированием старинных витражей. Он сотрудничал с Жаном Таралоном, будущим генеральным инспектором исторических памятников.
В 1948 году по приглашению Самнера Мак Найта Кросби и «Общества Анри Фосийона» (Société Henri Focillon) Гродецки стал первым стипендиатом Фосийона в Йельском университете. Там он опубликовал важную статью о французских витражах XIII века, а в 1949 году — эссе о взаимосвязи архитектуры и витражей. Вернувшись во Францию, он присоединился к Национальному научно-исследовательскому центру (Centre national de la recherche scientifique; CNRS). В 1948—1949 годах Луи Гродецки по приглашению Эрвина Панофского работал приглашённым исследователем в Институте перспективных исследований в Принстонском университете (Нью-Джерси, США). В 1959—1960 годах был приглашённым профессором Гарвардского университета (Кембридж, Массачусетс, США).
С 1953 по 1961 год Луи Гродецки занимал должность куратора в «Музее планов-рельефов в Париже» (Musée des plans-reliefs à Paris) — музее рельефных (объёмных) архитектурных макетов. С 1961 года он преподавал историю искусства в Страсбургском университете. Затем он расширил свои контакты с немецкими исследователями, в том числе с Виллибальдом Зауэрлендером. В 1965 году он попросил Роже Лени, одного из его бывших учеников, создать и возглавить секретариат Региональной комиссии Эльзаса, отвечающий за инвентаризацию памятников и художественного наследия. Первые исследования были сосредоточены на районе Сен-Тома в Страсбурге (1964), муниципалитетах кантона Гебвиллер и муниципалитетах кантона Саверн (1965—1966). В 1970 году Гродецки стал доктором литературы, а затем, до выхода на пенсию, был профессором Сорбонны в Париже. Архивы Луи Гродецки хранятся в Национальном институте истории искусств в Париже.
Гродецки был женат вторым браком на Катрин Гошри. Среди его учеников: Ксавье Барраль-и-Альтет, Катрин Бризак, Флоренс Дойхлер, Джейн Хейуорд, Анн Праш, Роланд Рехт, Элизабет Лекроар-Казнав.

## Научное творчество
Гродецки в 1952 году был одним из основателей, а с 1974 года успешно руководил крупнейшей международной организацией «Свод витражей Средневековья» (Corpus Vitrearum Medii Aevi). Эта организация в составе Национального центра научных исследований (Centre national de la recherche scientifique), Международного комитета истории искусства (Comité international d’histoire de l’art) и Международного академического союза (Union académique international) проводила перепись, обмеры и фиксацию художественных витражей с целью изучения их историко-культурного значения, иконографии, техники выполнения и состояния сохранности.
Значительна роль Луи Гродецки в деятельности Института истории искусства (Institut d’Histoire de l’Art) Страсбургского университета. Франсуа Петри писал в связи с грандиозной работой по «инвентаризации витражей»: «Инвентаризация была прежде всего заботой искусствоведов. Нельзя не отметить значительную роль профессора Луи Гродецки из Института истории искусства Страсбургского университета, который проявлял большой интерес и работал над этим вопросом с Андре Шастелем с 1960 года… Луи Гродецки направил некоторых своих учеников на изучение зданий, таких как готические церкви нищенствующих орденов, церкви восемнадцатого века; он также должен был начать расследование, тогда ещё совсем новое, об искусстве 1900 года в Страсбурге. Именно он обучил некоторых из первых исследователей в Эльзасе».
В отличие от многих французских учёных, Гродецки хорошо знал труды немецких историков искусства, в частности, работы Адольфа Гольдшмидта, Юлиуса фон Шлоссера, и Вильгельма Пиндера. Его метод, согласно особенностям немецкой школы, основывался на формальном анализе произведения, более чем на сопроводительных текстах. В 1961 году Гродецки опубликовал две статьи об иконографической программе базилики Сен-Дени, которые основывались на конкретных особенностях архитектуры в бо́льшей степени, чем иконологические тексты Эрвина Панофского. Так, например, Гродецки первым показал на примере обмера хоров Сен-Дени, что «небывалое увеличение» размеров окон было вызвано «уменьшением освещённости в связи с использованием витражей».

## Основные работы
- Французская слоновая кость (Ivoires français. Paris: Larousse, 1947)
- Витражи французских церквей (Vitraux des églises de France. Paris: Éditions du Chêne, 1947. [Édition anglaise: The Stained Glass of French Churches, London: L. Drummond, 1948)
- Порталы трансептов Шартрского собора: дата их строительства согласно археологическим данным (The Transept Portals of Chartres Cathedral: The Date of Their Construction According to Archaeological Data // The Art Bulletin, Vol. 33, No. 3. Sep., 1951. Рp. 156—164)
- Витражи Франции с XI по XVI век. Каталог выставки (Vitraux de France, du XIe au XVIe siècle, catalogue de l’exposition. Paris: Musée des arts décoratifs, 1953. Paris: Caisse nationale des monuments historiques, 1953)
- Оттоновская архитектура: на пороге романского искусства (L’Architecture ottonienne: au seuil de l’art roman. Paris: A. Colin, 1958)
- Сент-Шапель (Sainte-Chapelle. Paris: Caisse nationale des monuments historiques, 1960)
- Шартр (Chartres. New York: Harcourt, Brace & World, 1963)
- Пьер, Эд и Рауль де Монтрёй в церкви аббатства Сен-Дени (Pierre, Eudes et Raoul de Montreuil à l’abbatiale de Saint-Denis // Bulletin monumental, t. 122, 1964, p. 269—274)
- Аркбутаны Страсбургского собора и их происхождение (Les arcs -boutants de la cathédrale de Strasbourg et leur origine // Gesta, Vol. 15, No. ½. Essays in Honor of Sumner McKnight Crosby. 1976. Рp. 43-51)
- Глава XXVIII Записок монаха Теофила: техника и эстетика романских витражей (Le chapitre XXVIII de la Schedula du moine Théophile: technique et esthétique du vitrail roman // Comptes rendus des séances de l’Académie des Inscriptions et Belles-Lettres, 120e année, N. 2, 1976. Рp. 345—357)
- Романские витражи (Le Vitrail roman. Fribourg: Office du livre, 1977)
- Перепись старинных витражей во Франции (Recensement des vitraux anciens de la France. Paris: Éditions du Centre national de la recherche scientifique, 1978-… : Les Vitraux du Centre et des Pays de la Loire. Recensement des vitraux anciens de la France 2. Paris: Éditions du Centre national de la recherche scientifique, 1981; Les vitraux de Paris, de la région parisienne, de la Picardie et du Nord-Pas-de-Calais. Paris: Centre national de la recherche scientifique, 1978)
- Этюды по средневековому искусству Луи Гродецкого (Études d’art médiéval offertes à Louis Grodecki. Paris: Ophrys, 1981)
- Об исследовании старинных витражей Кентерберийского собора (A propos d’une étude sur les anciens vitraux de la cathédrale de Canterbury // Cahiers de civilisation médiévale, 24e année (n°93), Janvier-mars 1981. Рp. 59-65)
- Готические витражи XIII века (Le vitrail gothique au XIIIe siècle. Fribourg: Office du livre, 1984. Édition anglaise: Gothic stained glass: 1200—1300. London: Thames and Hudson, 1985)